# Agoo
Agoo est une localité de la province de La Union, aux Philippines. En 2015, elle compte 63 692 habitants.